# Прасат Тхонг
Прасат Тхонг (тай. ปราสาททอง), 1600 — 8 серпня 1656) — 25-й володар Аюттхаї у 1629—1656 роках. Відомий також як Санпхет V. Засновник власної династії.

## Життєпис

### Кар'єра
Походив зі знатного роду. Син Ок'я Сітхамматхірат, що був старшим братом дружини володаря Екатотсарота. Надалі поширював чутки, що він був позашлюбним сином Екатотсарота. Народився 1600 року. Надалі він зіпсував палацову Церемонію посвячення в землеробство (королівську церемонію оранки), йому загрожували ув'язненням. Лише благання Чао Хруаманічан, дружини Наресуана, домоглися пом'якшення покарання до 5 місяців ув'язнення. Пізніше він був помилуваний і отримав титул Ок'я Суріявонг.
Його просуванню державними шаблями сприяло те, що Ок'я Сітхамматхірат допоміг Сонгтаму посіститрон. Надалі Суріявонг переконав правителя оголосити свого сина Четтатірата, а не брата Пхра Сісіна, якого більшість сановників вбачали за наступника.
1628 року після смерті Сонгтама допоміг Четтатірату закріпитися на троні, заарештував і стратив усіх на чолі з Чаопрайя Махасеною, хто був проти побажань Сонгтама. Четтатірат призначив Суріявонга ок'якалахомом (військовим міністром). Невдовзі спонукав ПхраСісіна зайняти палац монарха, але той тут був схоплений та засланий.
1629 року після смерті своєї матері Суріявонг провів велику церемонію кремації протягом кількох днів, на якій були присутні всі державні службовці, що лічило лише представникам правлячої династії. Це розлютило Четтатірата, який намагався вести державні справи, і покарати слуг — прихильників Суріявонга. Останній намагався захистити цих слуг, і вони поклялися підтримувати протистояння монарху. Вони напали на палац, схопили володаря і стратили його. Трон був переданий його молодшому брату Атхіттаявонгу. Фактична влада належала Суріявонгу, який через 36 днів повалив володаря, посівши трон як Сомдет Пхрачао Прасат Тхонг

### Володарювання
Зберігав мир з сусідами на заході та півночі. 1635 року Тхалун, володар імперії Таунгу, офіційно визнав незалежність держави Аюттхая. Прасат Тонг був зацікавлений у контролі над містами на півдні півострова, можливо, через прибутки від закордонної торгівлі. 1631 року держава Ланна визнала зверхність імперії Таунгу, чим було створено загрозу Аюттхаї. До кінця панування змусив Раматіпаді, правителя Камбоджі, визнати зверхність Аюттхаї.
Спочатку побудував нову резиденцію Банг Па-Ін у Банг Па-Іні, використовуючи Накхонтхом як модель, і побудував «місця тимчасового відпочинку на шляху до сліду Будди. Провів правову реформу, він прийняв багато кримінальних законів і інколи навіть сам страчував в’язнів. Прасат Тхонг також побудував монастир Чумпхон Нікаярам. Іншими будівлями були Ват Чайваттханарам та Прасат Накхон Луанг.
Помер в 1656 році. Трон спадкував його старший син Чаофа Чай.